# والتر كريكمان
والتر كريكمان (بالإنجليزية: Walter Crickmer)‏، توفي في 6 فبراير 1958، مدرب كرة قدم إنجليزي سابق.
درب نادي مانشستر يونايتد مرتين، الأولى كانت منذ عام 1931 وحتى 1932، والثانية منذ عام 1937 وحتى عام 1945.
و قد توفي في حادثة ميونخ الجوية.

## روابط خارجية
- والتر كريكمان على موقع Soccerbase.com (مدرب) (الإنجليزية)
- والتر كريكمان على موقع عالم كرة القدم.نت (الإنجليزية)